# بحيرة غواتافيتا
بحيرة غواتافيتا (بالإسبانية: Laguna de Guatavita) هي بحيرة دائرية الشكل تقع في جبال الأنديز ضمن إدارة كونديناماركا في وسط كولومبيا، على ارتفاع يقارب 3,100 متر فوق مستوى سطح البحر، تقع البحيرة بالقرب من بلدة غواتافيتا، على بُعد حوالي 75 كيلومترًا شمال شرق العاصمة بوغوتا.

## الأهمية
تُعد البحيرة موقعًا ذا أهمية تاريخية وثقافية بالغة، حيث ارتبطت بأسطورة إلدورادو الشهيرة، إذ كانت تُستخدم في طقوس دينية لشعب المويسكا، حيث يُقال إن الزعيم كان يغتسل بماء البحيرة ويرش الذهب فيها كقرابين للآلهة، وقد جذبت هذه الأسطورة العديد من المستكشفين الأوروبيين في القرن السادس عشر، الذين سعوا لاستخراج الذهب من أعماق البحيرة.
رغم المحاولات التاريخية لتجفيف البحيرة أو استخراج كنوزها، بقيت غواتافيتا موقعًا رمزيًا هامًا في الذاكرة الثقافية الكولومبية، وتُعتبر اليوم محمية طبيعية وموقعًا سياحيًا يجذب الزوار بسبب جمالها الطبيعي وقيمتها التراثية.